# Бланка Стайков
Бланка Стайков (пол. Blanka Stajkow, нар. 23 травня 1999, Щецин, Польща) відома також як Бланка (пол. Blanka) — польська співачка, модель та ді-джейка. 
У 2023 році стала переможницею національного відбору на «Євробачення 2023» у Польщі. На конкурсі співачка виступила з піснею «Solo». Зайняла 19 місце отримавши 93 бали.

## Біографія
Стайков народилася в Щецині у польської матері, колишньої моделі, та болгарського батька, бізнесмена. За словами Стайков, жоден з її батьків не має музичної освіти. З раннього віку мати заохочувала її брати участь у різних заходах, зокрема приєднуватися до диско-гуртів та відвідувати музичні школи. Вона також сказала, що вранці її мати вмикала MTV або Trace Urban, що надихнуло її на кар'єру в музичній індустрії.
У 13 років вона спродюсувала та випустила свою першу пісню «Strong Enough». («Досить сильна»)

## Дискографія

### Сингли
| Назва | Рік  | Пікова позиція в чартах | Пікова позиція в чартах | Пікова позиція в чартах | Сертифікат         | Альбом               |
| Назва | Рік  | Польща                  | Польща стр.             | Польський Billboard     | Сертифікат         | Альбом               |
| --- | ---- | ----------------------- | ----------------------- | ----------------------- | ------------------ | -------------------- |
| "Better" | 2021 | —                       | *                       | *                       |                    | Сингли поза альбомом |
| "Solo" | 2022 | 4                       | 1                       | 3                       | - ZPAV: 2× Діамант | Сингли поза альбомом |
| "Boys Like Toys" | 2023 | 19                      | 45                      | —                       | - ZPAV: Золото     | Сингли поза альбомом |
| "Rodeo" | 2023 | 4                       | —                       | —                       | - ZPAV: Платина    | Сингли поза альбомом |
| "Cara mia" | 2024 | 11                      | —                       | —                       |                    | Сингли поза альбомом |
| "If U Want Me" | 2024 | 15                      | —                       | —                       |                    | Сингли поза альбомом |
| "Asereje (Airplane Mode)" | 2024 | —                       | —                       | —                       |                    | Сингли поза альбомом |
| "Key to My Heart" | 2025 | —                       | —                       | —                       |                    | Сингли поза альбомом |
| "Guilty" | 2025 | 21                      | —                       | —                       |                    | Сингли поза альбомом |
| "Wracam" (з Malik Montana та $hirak)                                                                                                | 2025 | —                       | —                       | —                       |                    | Сингли поза альбомом |
| "—" позначає сингл, який не потрапив до чартів або не був випущений на цій території. "*" означає, що чарту на той час не існувало. |      |                         |                         |                         |                    |                      |